# (2167) Erin
(2167) Erin est un astéroïde de la ceinture principale.

## Description
(2167) Erin est un astéroïde de la ceinture principale. Il fut découvert le 1er juin 1971 à Bickley par l'observatoire de Perth. Il présente une orbite caractérisée par un demi-grand axe de 2,54 UA, une excentricité de 0,18 et une inclinaison de 6,0° par rapport à l'écliptique.

## Compléments